# Luca Maria Capponi
Luca Maria Capponi (Triora, 1768 – 1837) è stato un poeta italiano.

## Biografia
Avvocato e notaio, discendente da una nobile famiglia triorasca, fu per lungo tempo sindaco della cittadina di Triora.
Fu a capo del comitato militare che guidò i volontari trioraschi nella resistenza contro le truppe piemontesi nella guerra che coinvolse la neonata Repubblica Ligure contro il Regno di Sardegna nel 1798. Nelle vesti di sindaco di Triora, nel maggio 1814 si recò a Genova, insieme ad altri sindaci del ponente ligure per felicitarsi della restaurazione, che si rivelerà poi brevissima (fino al gennaio 1815), della Repubblica di Genova dopo la caduta di Napoleone.
Il Capponi è ricordato per essere l'autore dell'A canzun de Franzé u peguror (in italiano: La canzone del pastore Francesco). L'opera, formata da dieci canti, è composta complessivamente di 1584 versi e narra le vicende del pastore Francesco. I vari canti non sono collegati e fanno pensare ad opere autonome solo successivamente riunite in un unico testo. Alcuni studiosi hanno ipotizzato che il Capponi per realizzare l'opera abbia semplicemente raccolto racconti orali della tradizione locale.

## Opere
- A canzun de Franzé u peguror